# Ruolo di equipaggio
Il  ruolo di equipaggio (ruolo d'equipaggio secondo la normativa Svizzera)  è il documento di bordo previsto per la marina mercantile italiana per le navi maggiori dimensioni. 
Per la nautica da diporto l'ordinamento italiano lo definisce "ruolino di equipaggio"., sul quale vi è l'obbligo di annotazione di una serie di dati, notizie, e indicazioni, in base a quanto previsto dalla legge. 

## Generalità
Il documento è rilasciato dalle autorità marittime e autorità consolari all'estero.
Da non confondere con il Ruolo d'Appello che serve per stabilire  le  consegne di ogni persona dell'equipaggio nei casi di emergenza, particolarmente per l'incendio a bordo e  l'abbandono della nave. 

## Contenuti e annotazioni
Il documento deve contenere:
- il nome della nave;
- il nome dell'armatore;
- l'indicazione del rappresentante dell'armatore;
- l'indicazione della data di armamento e di quella di disarmamento;
- l'elenco delle persone dell'equipaggio con l'indicazione del contratto individuale di arruolamento, nonché del titolo professionale, della qualifica, delle mansioni da esplicare a bordo  fissata nel contratto stesso;
- la descrizione delle armi e delle munizioni in dotazione della nave.

Sul ruolo di equipaggio si annotano:
- i contratti di assicurazione della nave;
- le visite dell'ente tecnico per l'accertamento di tutta la certificazione di sicurezza;
- il pagamento delle tasse e dei diritti marittimi;
- i dati relativi all'arrivo e alla partenza della nave;
- i testamenti ricevuti dal comandante durante il viaggio;
- le altre indicazioni prescritte da leggi e regolamenti.

Sul ruolo inoltre si iscrivono gli atti redatti dal comandante nell'esercizio delle funzioni di ufficiale dello stato civile.